# Die Toten Hosen
Die Toten Hosen is een Duitse punkband uit Düsseldorf en noemt zich de oudste (qua leeftijd) punkband van Duitsland. De naam van de band betekent letterlijk De dode broeken. "Tote Hose" (vrij vertaald: impotent) is een Duitse uitdrukking voor saaiheid en verveling.

## Geschiedenis
Die Toten Hosen vonden hun oorsprong eind jaren 70 in de opkomst van de punkbeweging. Vanuit deze beweging hebben zij een goede band met Die Ärzte, die veel dezelfde fans hebben. Tot nu toe hebben Die Toten Hosen meer dan 10 miljoen platen verkocht.
In 1982 vormden 6 jongemannen die voornamelijk voortkwamen uit de Punkbands ZK en KFC een groep: Andreas Frege (a.k.a. Campino, ex-ZK, zang), Klaus-Dieter Trimpop (a.k.a. Trini, ex-KFC, drums), Andreas Meurer (a.k.a Andi, ex-ZK-roadie, bas), Andreas von Holst (a.k.a. Kuddel, ex-ZK, gitaar, 2e zang), Michael Breitkopf (a.k.a. Breiti, ex-Aram, gitaar) en Walter Hartung (a.k.a. Walter November) (ex-Schaffner, gitaar). De bandnaam Die Toten Hosen (tote hose betekent saai, onuitgesproken, doelloos) verried dat de bandleden niet precies een doel voor ogen hadden en zichzelf niet als goede muzikanten zagen. Tijdens optredens ging in het begin dan ook veel fout. Ook had de band vaak geen slaapplaats en geen gage.
Het chaotische maar komische Eisgekühlter Bommerlunder zorgde voor wat bekendheid. Ondanks de aanhoudende moeilijke omstandigheden bouwde de band een groepje fans op. Walter November had intussen de band verlaten om zich bij de Jehova's getuigen aan te sluiten. Het album Opel Gang werd onder moeilijke omstandigheden afgerond. Het album werd onverwacht goed ontvangen. De band werd ook in Engeland bekend. Het tweede album, Unter Falscher Flagge, werd meteen goed ontvangen. De gelijknamige tour was desondanks een chaos.
In 1985 verliet Trini Trimpop de band om een positie als coach in te nemen. Zijn plek werd ingenomen door Wolfgang Rohde (a.k.a. Wölli) (geb. 1950 - overl. 2016). Daarmee kwam meer muzikale kennis in de band. Toch bleef men het imago van doelloos maar verrassend bevestigen. De band werd steeds bekender.

## Het eerste succes
Het eerste grote succes kwam in 1988 na het uitkomen van single Hier kommt Alex van het album Ein kleines bisschen Horrorschau. Het inspelen van het album verliep moeizaam. Trini kwam langs en was niet onder de indruk van de liederen. Uit schaamte en wanhoop speelden de Hosen Hier kommt Alex, een lied dat men eigenlijk wilde weggooien. Trini begon te lachen en adviseerde het te behouden en de rest weg te gooien. Uiteindelijk werd Hier kommt Alex platina, en ontstond er een massahysterie. Er volgde een succesvolle tournee in Duitsland, maar ook in het buitenland, na het vallen van de muur in 1989. Het album Kreuzzug ins Glück was ook een grote bevalling, maar uiteindelijk succesvol.
In de jaren erna bleef het succes aanhouden. De band veranderde haar koers steeds licht. Er ontstonden Engelstalige albums en samenwerkingen met o.a. de Ramones. De band profileerde zich onder meer met maatschappijkritische teksten tegen fascisme en racisme.

## Eigen platenlabel
In 1995 richtte de band een eigen platenlabel op, waarmee men volledig autonoom werd. In 1996 verscheen Opium fürs Volk, alweer een maatschappijkritisch album. De succesvolste single en een van hun grootste hits was Zehn kleine Jägermeister, een aftellend dranklied van het album. Het lied was als onserieuze afwisseling en als afrekening met het lied Eisgekühlter Bommerlunder bedoeld.
Tijdens het duizendste concert van de band, op 28 juni 1997 in het Düsseldorfer Rheinstadium, overleed de 16-jarige Nederlandse Rieke Lax nadat ze was verdrukt voor het podium. Later maakte de band het nummer Alles ist Eins als in memoriam aan haar. Na het ongeluk besloot de band onder druk van de politie en brandweer het concert uit te spelen, maar alleen met rustige nummers. Alle concerten in 1997 werden daarna echter afgezegd; de band was zwaar aangeslagen en twijfelde over haar toekomst. In 1998 trad men voor het eerst weer op en besloot verder te gaan. In dit jaar verscheen de Engelstalige hit Pushed Again, die kritiek op ondemocratische regimes uit.
In 1999 werd het album Unsterblich opgenomen, waarop klassieke invloeden en epische liederen staan. Het grootste succes kwam echter weer van een lied met een kritische en komische noot: Bayern. Het gaat over de afkeer van de voetbalclub Bayern München, die in Duitsland ook wel FC Hollywood genoemd wordt.
Door klachten aan een ruggenwervel moest Wölli de band verlaten; hij werd opgevolgd door een van de roadies: Stephen Ritchie (a.k.a. Vom).

## De tijd na de eeuwwisseling
In 2000 vond de Unsterblich-tournee plaats. Deze duurde echter korter dan gehoopt, omdat Campino zijn kruisband scheurde. Die Toten Hosen speelden echter nog wel op Pinkpop.
Hoewel optredens steeds nog vol energie waren, werden teksten op de albums gaandeweg serieuzer. Zo schreef Campino het lied Nur zu Besuch voor zijn overleden moeder.
Die Toten Hosen hebben een tijd hun eigen reality-serie gehad: Friss oder stirb: in 2004 kwam hiervan een 7 uur durende dvd uit met alle hoogtepunten uit de serie.
In 2005 gaf de band twee unplugged-concerten in het Burgtheater in Wenen. Hier werden twee klassiek geschoolde gastmuzikanten uitgenodigd.
Het album In aller Stille was weer iets energieker dan de voorgaande albums en bevatte weer enkele maatschappijkritische teksten. Tijdens de Machmallauter tour die volgde, werd van het concert in de Waldbühne in Berlijn een dvd gemaakt.
In 2012 kwam het album Ballast der Republik uit met daarop het nummer Tage wie diese. Dit nummer werd in Duitsland zo bekend, dat dit ook in voetbalstadions gespeeld werd. Mede door het succes van dit nummer waren nagenoeg alle concerten van de tournee Der Krach der Republik uitverkocht. Van de laatste 2 concerten in hun thuisstad Düsseldorf (gespeeld in het stadion van voetbalclub Fortuna Düsseldorf) zijn opnames gemaakt voor een later uitgebrachte dvd. Na deze tour heeft de band een pauze ingelast en pas in 2017 kwam een nieuw album Laune der Natur uit. Daarop staan onder meer de singles Unter den Wolken, Wannsee en Alles passiert. In de zomer van 2017 speelt de band een aantal concerten tijdens diverse festivals. In 2019 brachten zij de documentaire film Weil du nur einmal lebst - Die Toten Hosen auf Tour (Omdat je maar één keer leeft) in de bioscoopen uit.

## Discografie

### Albums
Tussen haakjes totaal aantal weken in de lijst
| Titel                                                            | Jaar | Charts           | Charts          | Charts                 | Opmerkingen                                                                 |
| Titel                                                            | Jaar | NL Album Top 100 | VL Ultratop 200 | DE Top 100 Album-Chart | Opmerkingen                                                                 |
| ---------------------------------------------------------------- | ---- | ---------------- | --------------- | ---------------------- | --------------------------------------------------------------------------- |
| Opel-Gang                                                        | 1983 | -                | -               | -                      | DE: Goud                                                                    |
| Unter falscher Flagge                                            | 1984 | -                | -               | -                      | DE: Goud                                                                    |
| Damenwahl                                                        | 1986 | -                | -               | -                      | DE: Goud                                                                    |
| Never Mind The Hosen - Here’s Die Roten Rosen                    | 1987 | -                | -               | 21 (14wk)              | DE: Goud                                                                    |
| Bis zum bitteren Ende                                            | 1987 | -                | -               | 23 (20wk)              | Livealbum / DE: Platina                                                     |
| Ein kleines bisschen Horrorschau                                 | 1988 | -                | -               | 3 (54wk)               | DE: 3x Goud                                                                 |
| 125 Jahre Die Toten Hosen - Auf dem Kreuzzug ins Glück           | 1990 | -                | -               | 1 (3wk) (30wk)         | DE: Platina                                                                 |
| Learning English, Lesson 1                                       | 1991 | -                | -               | 21 (14wk)              | DE: Goud                                                                    |
| Kauf MICH                                                        | 1993 | -                | -               | 1 (1wk) (63wk)         | DE: 3x Goud                                                                 |
| Reich & Sexy                                                     | 1993 | -                | -               | 8 (73wk)               | Verzamelalbum / DE: 2x Platina                                              |
| Love, Peace & Money                                              | 1994 | -                | -               | 25 (10wk)              | Verzamelalbum                                                               |
| Musik War Ihr Hobby - Die Frühen Singles                         | 1995 | -                | -               | -                      | Boxset (7x cd Maxi Single)                                                  |
| Opium fürs Volk                                                  | 1996 | -                | -               | 1 (4wk) (55wk)         | DE: 2x Platina                                                              |
| Im Auftrag des Herrn                                             | 1996 | -                | -               | 2 (36wk)               | Livealbum / DE: 3x Goud                                                     |
| Wir warten auf’s Christkind                                      | 1998 | -                | -               | 4 (13wk)               | DE: Platina                                                                 |
| Ihre 5 Besten Singles                                            | 1998 | -                | -               | -                      | Boxset (5x cd Maxi Single)                                                  |
| Crash-Landing                                                    | 1999 | -                | -               | 21 (14wk)              | Verzamelalbum                                                               |
| Unsterblich                                                      | 1999 | -                | -               | 1 (1wk) (30wk)         | DE: 2x Platina                                                              |
| Mehr Davon - Die Single-Box 1995 - 2000                          | 2001 | -                | -               | -                      | Boxset (8x cd Maxi Single)                                                  |
| Auswärtsspiel                                                    | 2002 | -                | -               | 1 (1wk) (44wk)         | DE: 3x Goud                                                                 |
| Reich & Sexy II - Die fetten Jahre                               | 2002 | -                | -               | 2 (21wk)               | Verzamelalbum / DE: 2x Platina                                              |
| Reich & Sexy II - Perlen vor die Säue                            | 2002 | -                | -               | -                      | Bonus-cd bij het album Reich & Sexy II (niet los verkrijgbaar)              |
| Zurück zum Glück                                                 | 2004 | -                | -               | 1 (1wk) (38wk)         | DE: 3x Goud                                                                 |
| Nur zu Besuch - Unplugged im Wiener Burgtheater                  | 2005 | -                | -               | 5 (31wk)               | Livealbum / DE: 2x Platina                                                  |
| In aller Stille                                                  | 2008 | -                | -               | 1 (1wk) (44wk)         | DE: 3x Goud                                                                 |
| La Hermandad – En el Principio fue el Ruido                      | 2009 | -                | -               | -                      | Verzamelalbum                                                               |
| Machmalauter - Live in Berlin                                    | 2009 | -                | -               | 3 (23wk)               | Livealbum / DE: 1x Platina                                                  |
| Największe Przeboje                                              | 2010 | -                | -               | -                      | Verzamelalbum                                                               |
| All die ganzen Jahre - Ihre besten Lieder                        | 2011 | -                | -               | 12 (62wk)              | Verzamelalbum / DE: 3x Goud                                                 |
| Ballast der Republik                                             | 2012 | -                | -               | 1 (6wk) (89wk)         | DE: 9x Goud                                                                 |
| Die Geister, die wir riefen                                      | 2012 | -                | -               | -                      | Bonus-cd bij het album Ballast der Republik (niet los verkrijgbaar)         |
| Live - Der Krach der Republik                                    | 2013 | -                | -               | 1 (1wk) (39wk)         | Livealbum / DE: 1x Platina                                                  |
| Live - Der Krach der Republik - Das Tourfinale                   | 2014 | -                | -               | -                      | Livealbum / "Earbook Edition" bestaande uit 2 cd's, blu-ray & dvd           |
| Entartete Musik - Willkommen in Deutschland                      | 2015 | -                | -               | 2 (10wk)               | Livealbum / met het Robert-Schumann-Hochschule Düsseldorf Sinfonieorchester |
| Laune der Natur                                                  | 2017 | -                | -               | 1 (1wk) (75wk)         | DE: 2x Platina                                                              |
| Learning English, Lesson 2                                       | 2017 | -                | -               | -                      | Bonus-cd bij het album Laune der Natur (niet los verkrijgbaar)              |
| Auf der Suche nach der Schnapsinsel - Live im SO36               | 2019 | -                | -               | -                      | Livealbum                                                                   |
| Zuhause Live - Das Laune der Natour-Finale                       | 2019 | -                | -               | 3 (19wk)               | Livealbum                                                                   |
| Alles ohne Strom                                                 | 2019 | -                | -               | 1 (1wk) (38wk)         | Livealbum                                                                   |
| Learning English Lesson 3: Mersey Beat! - The Sound of Liverpool | 2020 | -                | -               | 2 (2wk)                | -                                                                           |
| Alles aus Liebe: 40 Jahre Die Toten Hosen                        | 2022 | -                | -               | 1 (1wk) (17wk)         | Verzamelalbum                                                               |

### Video
- 3 Akkorde für ein Halleluja (1989, VHS) - (2006, dvd)
- Reich & Sexy (1993, VHS)
- Unterwegs im Auftrag des Herrn - Live (1996, VHS) - (2003, dvd)
- Wir warten auf's Christkind - Live!  (1998, VHS) - (2003, dvd)
- En misión del Señor - Live in Buenos Aires (2001, VHS & dvd)
- Reich & Sexy II - Die fetten Jahre (2002, dvd)
- Rock am Ring 2004 - Live (2004, dvd)
- Heimspiel! - Live in Düsseldorf (2005, dvd & blu-ray)
- Nur zu Besuch - Unplugged im Wiener Burgtheater (2005, dvd & blu-ray)
- Friss oder stirb (2005, dvd)
- Hals + Beinbruch - Live bei Rock am Ring 2008 (2008, dvd & blu-ray)
- Auf die harte Tour - Live im SO36 (2009, dvd)
- Machmalauter - Live in Berlin (2009, dvd & blu-ray)
- Noches como Estas - Live in Buenos Aires (2012, dvd & blu-ray)
- Der Krach der Republik - Das Tourfinale (2014, dvd & blu-ray)
- Nichts als die Wahrheit - 30 Jahre Die Toten Hosen (2014, dvd & blu-ray)
- Alles ohne Strom (2019, dvd & blu-ray)